# مجرة المغزل

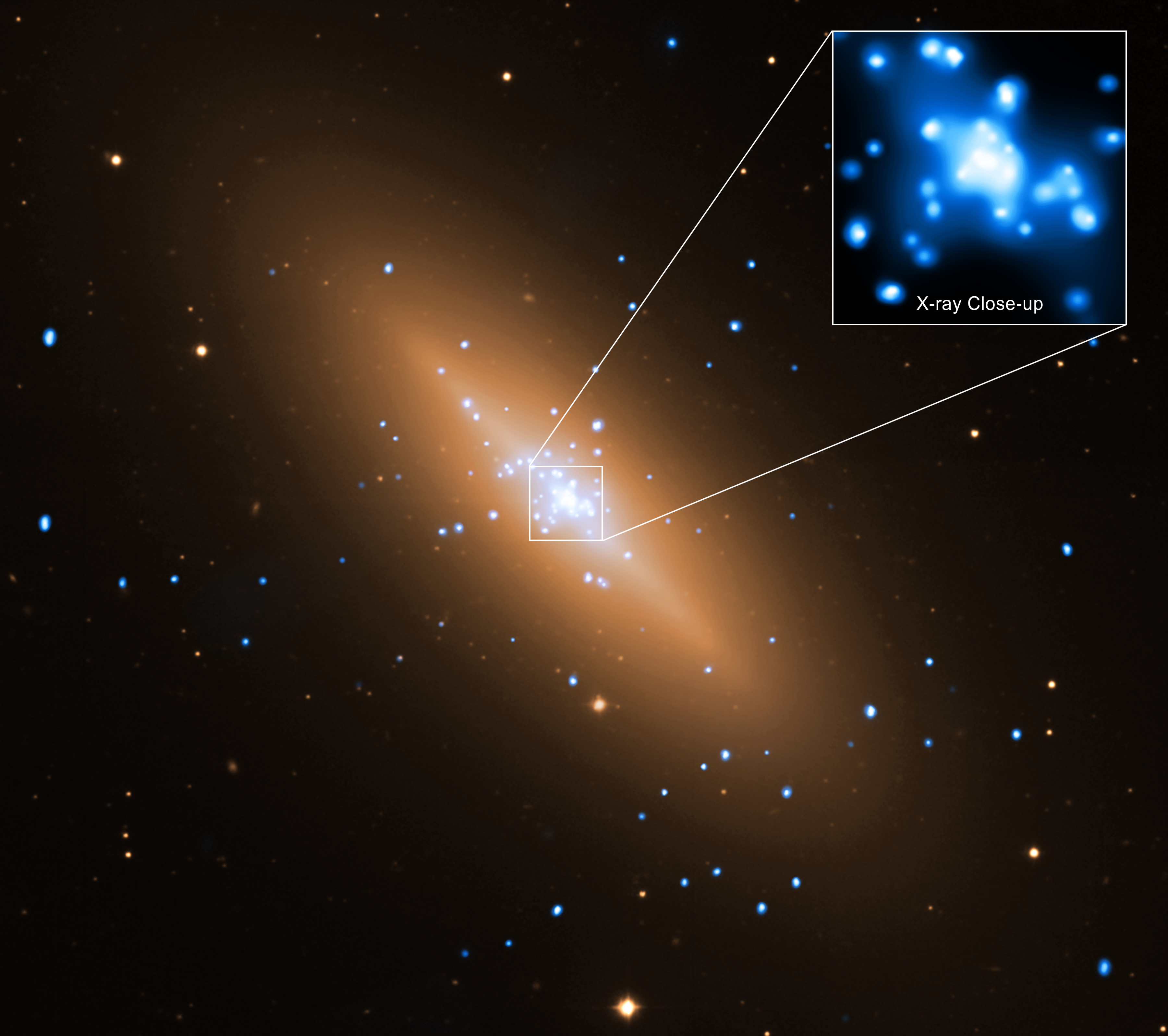
صورة لمجرة المغزل مركبة من مرصد شاندرا للأشعة السينية والتلسكوب الكبير جدا

مجرة المغزل وتسمى أيضا NGC 3115 (بالإنجليزية: spindle galaxy)‏ هي مجرة عدسية من نوع SO في نسق هابل للمجرات وتقع في كوكبة السدس (كوكبة تقع في نصف الكرة الجنوبي) تم اكتشاف المجرة من قبل وليام هيرشيل في 22 فبراير 1787 ، المجرة تبعد عن الأرض نحو 32 مليون سنة ضوئية وهي أكبر من مجرتنا درب التبانة وتُصنّف المجرة من المجرات العدسية لاحتوائها على قرص دون أذرع حلزونية وانتفاخ مركزي. هناك بعض التكهنات من العلماء بأن مجرة المغزل ستتحول خلال ملايين السنيين القادمة إلى شبه نجم(كوازر). لدى المجرة القليل من الغاز والغبار بين نجمى الذي من شأنه سيؤدى إلى تَشكُّل بعض النجوم الجديدة ولكن الغالبية العظمى من النجوم في مجرة المغزل هي نجوم قديمة متقدمة في السن .

## الثقب الأسود
في عام 1992 لوحظ وجود ثقب أسود في المجرة بناءً على السرعات المدارية للنجوم في مركز المجرة لكن في عام 2011 درس مرصد شاندرا الفضائي للأشعة السينية التابع لناسا الثقب الأسود في قلب المجرة، وقد تم تصوير تدفق الغاز الساخن نحو الثقب الأسود وهذا يجعله أكثر سخونة وأكثر إشراقا ووجد العلماء أن تأثير الحرارة يبدأ على بعد 700 سنة ضوئية من الثقب الأسود وهذا يشير إلى أنّ كتلته تتراوح بين مليار إلى مليارى كتلة شمسية .

## اقرأ أيضا
- مجرة
- مجرة حلزونية
- مجرة إهليجية
- مجرة عدسية
- ثقب أسود